# Trifiodor
Trifiodor (grec antic: Τρυφιόδωρος, llatí: Tryphiodorus) fou un gramàtic grec nascut a Egipte. Les escasses dades que es posseeixen sobre la seva vida i obra provenen de dos articles del lèxic Suda. De les obres citades per la Susa només ha estat conservada la Presa de Troia.
Fou posterior a Nèstor de Laranda, al que va imitar. Podria ser del segle v, però alguns autors el fan anterior.
Va escriure diversos poemes:
- Μαραθωνιακά - Marathoniaca
- Τὰ κα? Ἱπποδάμειαν - La llegenda d'Hipodamia
- Ὀδύσσεια Λειπογράμματος - Odissea lipogramàtica
- Παράφρασις τῶν Ὁμήρου παραβολῶν - Paràfrasi del símils homèrics
- ἸΛίου ἅλωσις - La presa de Troia.